# Première circonscription du Pas-de-Calais
La première circonscription du Pas-de-Calais est l'une des douze circonscriptions législatives françaises que compte le département du Pas-de-Calais (62) situé en région Hauts-de-France.

## Description géographique et démographique

### De 1958 à 1986
Le département avait quatorze circonscriptions.
La première circonscription du Pas-de-Calais était composée de :
- canton d'Arras-Nord
- canton d'Arras-Sud
- canton de Vimy (moins les communes de Avion, Éleu-dit-Leauwette, Gavrelle, Izel-lès-Équerchin, Neuvireuil, Oppy et Quiéry-la-Motte).

### De 1988 à 2010
La première circonscription du Pas-de-Calais est délimitée par le découpage électoral de la loi n°86-1197 du 24 novembre 1986
, elle regroupe les divisions administratives suivantes : 
- Canton d'Arras-Ouest
- Canton d'Arras-Sud
- Canton d'Avesnes-le-Comte
- Canton de Bapaume
- Canton de Beaumetz-lès-Loges
- Canton de Bertincourt
- Canton de Croisilles
- Canton de Pas-en-Artois.

### Depuis 2010
Depuis l'ordonnance n° 2009-935 du 29 juillet 2009, ratifiée par le Parlement français le 21 janvier 2010, elle regroupe les onze divisions administratives suivantes : 
- Canton d'Aubigny-en-Artois
- Canton d'Auxi-le-Château
- Canton d'Avesnes-le-Comte
- Canton de Bapaume
- Canton de Beaumetz-lès-Loges
- Canton de Bertincourt
- Canton de Croisilles
- Canton de Marquion
- Canton de Pas-en-Artois
- Canton de Saint-Pol-sur-Ternoise
- Canton de Vitry-en-Artois.

Ce regroupement de divisions administratives (cantons) est celui en vigueur pour les élections législatives de 2022.

### Démographie
D'après le recensement de la population en 2021, réalisé par l'Institut national de la statistique et des études économiques (INSEE), la population de cette circonscription est de 136 008 habitants,.

## Historique des députations
| Législature | Début de mandat | Fin de mandat  | Député                 | Parti politique | Observations                                                                           |
| ----------- | --------------- | -------------- | ---------------------- | --------------- | -------------------------------------------------------------------------------------- |
| IXe         | 23 juin 1988    | 1er avril 1993 | Jean-Pierre Defontaine | PRG             |                                                                                        |
| Xe          | 2 avril 1993    | 21 avril 1997  | Jean-Pierre Defontaine | PRG             | Mandat écourté à la suite d'une dissolution parlementaire décidée par Jacques Chirac.  |
| XIe         | 12 juin 1997    | 18 juin 2002   | Jean-Pierre Defontaine | PRG             |                                                                                        |
| XIIe        | 19 juin 2002    | 19 juin 2007   | Jean-Pierre Defontaine | PRG             |                                                                                        |
| XIIIe       | 20 juin 2007    | 19 juin 2012   | Jacqueline Maquet      | PS              |                                                                                        |
| XIVe        | 20 juin 2012    | 20 juin 2017   | Jean-Jacques Cottel    | PS              |                                                                                        |
| XVe         | 21 juin 2017    | 21 juin 2022   | Bruno Duvergé          | MoDem           |                                                                                        |
| XVIe        | 22 juin 2022    | 9 juin 2024    | Emmanuel Blairy        | RN              | Mandat écourté à la suite d'une dissolution parlementaire décidée par Emmanuel Macron. |
| XVIIe       | 8 juillet 2024  | En cours       | Emmanuel Blairy        | RN              |                                                                                        |

## Historique des élections

### Élections de 1958
| Candidat       | Candidat        | Parti          | Premier tour | Premier tour | Second tour | Second tour |  |
| Candidat       | Candidat        | Parti          | Voix         | %            | Voix        | %           |  |
| -------------- | --------------- | -------------- | ------------ | ------------ | ----------- | ----------- |  |
|                | Guy Mollet élu  | SFIO           | 17 522       | 38,04        | 20 561      | 43,9        |  |
|                | Gaston Coquel   | PCF            | 11 143       | 24,19        | 8 285       | 17,69       |  |
|                | Roger Poudonson | MRP            | 10 115       | 21,96        | 17 993      | 38,41       |  |
|                | Albert Lecup    | Modérés        | 5 500        | 11,94        | Retrait     | Retrait     |  |
|                | Paul Lebas      | UFF            | 1 780        | 3,86         |             |             |  |
|                |                 |                |              |              |             |             |  |
| Inscrits       | Inscrits        | Inscrits       | 55 815       | 100,00       | 55 813      | 100,00      |  |
| Abstentions    | Abstentions     | Abstentions    | 8 485        | 15,2         | 7 875       | 14,11       |  |
| Votants        | Votants         | Votants        | 47 330       | 84,8         | 47 938      | 85,89       |  |
| Blancs et nuls | Blancs et nuls  | Blancs et nuls | 1 270        | 2,68         | 1 099       | 2,29        |  |
| Exprimés       | Exprimés        | Exprimés       | 46 060       | 97,32        | 46 839      | 97,71       |  |

Le suppléant de Guy Mollet était Pierre Herbaut, professeur de collège à Arras.

### Élections de 1962
| Candidat       | Candidat                 | Parti          | Premier tour | Premier tour | Second tour | Second tour |  |
| Candidat       | Candidat                 | Parti          | Voix         | %            | Voix        | %           |  |
| -------------- | ------------------------ | -------------- | ------------ | ------------ | ----------- | ----------- |  |
|                | Jean Dhotel              | UNR-UDT        | 14 233       | 31,98        | 21 810      | 47,23       |  |
|                | Guy Mollet sortant réélu | SFIO           | 12 944       | 29,09        | 24 373      | 52,77       |  |
|                | Gaston Coquel            | PCF            | 11 362       | 25,53        | Retrait     | Retrait     |  |
|                | Roger Poudonson          | MRP            | 5 960        | 13,39        | Retrait     | Retrait     |  |
|                |                          |                |              |              |             |             |  |
| Inscrits       | Inscrits                 | Inscrits       | 57 759       | 100,00       | 57 758      | 100,00      |  |
| Abstentions    | Abstentions              | Abstentions    | 11 975       | 20,73        | 9 380       | 16,24       |  |
| Votants        | Votants                  | Votants        | 45 784       | 79,27        | 48 378      | 83,76       |  |
| Blancs et nuls | Blancs et nuls           | Blancs et nuls | 1 285        | 2,81         | 2 195       | 4,54        |  |
| Exprimés       | Exprimés                 | Exprimés       | 44 499       | 97,19        | 46 183      | 95,46       |  |

Le suppléant de Guy Mollet était Michel Darras, ingénieur à EDF-GDF, conseiller municipal d'Arras, conseiller général du canton d'Arras-Sud.

### Élections de 1967
| Candidat       | Candidat                 | Parti          | Premier tour | Premier tour | Second tour | Second tour |  |
| Candidat       | Candidat                 | Parti          | Voix         | %            | Voix        | %           |  |
| -------------- | ------------------------ | -------------- | ------------ | ------------ | ----------- | ----------- |  |
|                | Paul Theetten            | UD-Ve          | 17 833       | 33,76        | 22 260      | 42,91       |  |
|                | Guy Mollet sortant réélu | SFIO (FGDS)    | 16 447       | 31,14        | 29 618      | 57,09       |  |
|                | Gaston Coquel            | PCF            | 13 816       | 26,16        | Retrait     | Retrait     |  |
|                | Robert Debande           | CD (PDM)       | 4 723        | 8,94         |             |             |  |
|                |                          |                |              |              |             |             |  |
| Inscrits       | Inscrits                 | Inscrits       | 61 445       | 100,00       | 61 441      | 100,00      |  |
| Abstentions    | Abstentions              | Abstentions    | 7 502        | 12,21        | 7 754       | 12,62       |  |
| Votants        | Votants                  | Votants        | 53 943       | 87,79        | 53 687      | 87,38       |  |
| Blancs et nuls | Blancs et nuls           | Blancs et nuls | 1 124        | 2,08         | 1 809       | 3,37        |  |
| Exprimés       | Exprimés                 | Exprimés       | 52 819       | 97,92        | 51 878      | 96,63       |  |

Le suppléant de Guy Mollet était Léon Fatous, adjoint au maire d'Arras.

### Élections de 1968
| Candidat       | Candidat                 | Parti          | Premier tour | Premier tour | Second tour | Second tour |  |
| Candidat       | Candidat                 | Parti          | Voix         | %            | Voix        | %           |  |
| -------------- | ------------------------ | -------------- | ------------ | ------------ | ----------- | ----------- |  |
|                | Paul Theetten            | UDR (URP)      | 20 867       | 40,19        | 24 796      | 47,82       |  |
|                | Guy Mollet sortant réélu | SFIO (FGDS)    | 13 685       | 26,36        | 27 058      | 52,18       |  |
|                | Gaston Coquel            | PCF            | 11 954       | 23,02        | Retrait     | Retrait     |  |
|                | Émile Virel              | CD (PDM)       | 3 932        | 7,57         |             |             |  |
|                | Jean-Daniel Garbé        | PSU            | 1 484        | 2,86         |             |             |  |
|                |                          |                |              |              |             |             |  |
| Inscrits       | Inscrits                 | Inscrits       | 61 511       | 100,00       | 61 507      | 100,00      |  |
| Abstentions    | Abstentions              | Abstentions    | 8 768        | 14,25        | 8 423       | 13,69       |  |
| Votants        | Votants                  | Votants        | 52 743       | 85,75        | 53 084      | 86,31       |  |
| Blancs et nuls | Blancs et nuls           | Blancs et nuls | 821          | 1,56         | 1 230       | 2,32        |  |
| Exprimés       | Exprimés                 | Exprimés       | 51 922       | 98,44        | 51 854      | 97,68       |  |

Le suppléant de Guy Mollet était Léon Fatous.

### Élections de 1973
| Candidat       | Candidat                  | Parti          | Premier tour | Premier tour | Second tour | Second tour |  |
| Candidat       | Candidat                  | Parti          | Voix         | %            | Voix        | %           |  |
| -------------- | ------------------------- | -------------- | ------------ | ------------ | ----------- | ----------- |  |
|                | Guy Mollet sortant réélu  | PS (UGSD)      | 17 819       | 30,24        | 33 320      | 57,64       |  |
|                | Francis Jacquemont        | UDR (URP)      | 16 352       | 27,75        | 24 488      | 42,36       |  |
|                | Marcel Roger              | PCF            | 15 526       | 26,34        | Retrait     | Retrait     |  |
|                | Jean-Marie Vanlerenberghe | CD (MR)        | 6 396        | 10,85        |             |             |  |
|                | Yolande Vary              | LO             | 1 598        | 2,71         |             |             |  |
|                | Jean Garbé                | PSU            | 1 244        | 2,11         |             |             |  |
|                |                           |                |              |              |             |             |  |
| Inscrits       | Inscrits                  | Inscrits       | 68 956       | 100,00       | 68 936      | 100,00      |  |
| Abstentions    | Abstentions               | Abstentions    | 8 601        | 12,47        | 9 194       | 13,34       |  |
| Votants        | Votants                   | Votants        | 60 355       | 87,53        | 59 742      | 86,66       |  |
| Blancs et nuls | Blancs et nuls            | Blancs et nuls | 1 420        | 2,35         | 1 934       | 3,24        |  |
| Exprimés       | Exprimés                  | Exprimés       | 58 935       | 97,65        | 57 808      | 96,76       |  |

Le suppléant de Guy Mollet était André Delehedde, conseiller d'orientation, conseiller régional, adjoint au maire d'Arras. André Delehedde remplaça Guy Mollet, décédé, du 3 octobre 1975 au 2 avril 1978.

### Élections de 1978
| Candidat       | Candidat                      | Parti             | Premier tour | Premier tour | Second tour | Second tour |  |
| Candidat       | Candidat                      | Parti             | Voix         | %            | Voix        | %           |  |
| -------------- | ----------------------------- | ----------------- | ------------ | ------------ | ----------- | ----------- |  |
|                | André Delehedde sortant réélu | PS                | 19 426       | 27,38        | 41 386      | 57,86       |  |
|                | Marcel Roger                  | PCF               | 18 769       | 26,45        | Retrait     | Retrait     |  |
|                | Roger Poudonson               | UDF (CDS)         | 17 446       | 24,59        | 30 138      | 42,14       |  |
|                | Henri Ledieu                  | RPR               | 9 408        | 13,26        |             |             |  |
|                | Guy-Gabriel Lancial           | Divers écologiste | 1 836        | 2,59         |             |             |  |
|                | Maurice Illy                  | LO                | 1 566        | 2,21         |             |             |  |
|                | Philippe Carton               | Divers droite     | 978          | 1,38         |             |             |  |
|                | Jean Pasqualini               | LCR               | 898          | 1,27         |             |             |  |
|                | Françoise Schalchli           | PSU (FA)          | 630          | 0,89         |             |             |  |
|                |                               |                   |              |              |             |             |  |
| Inscrits       | Inscrits                      | Inscrits          | 81 410       | 100,00       | 81 591      | 100,00      |  |
| Abstentions    | Abstentions                   | Abstentions       | 8 824        | 10,84        | 8 458       | 10,37       |  |
| Votants        | Votants                       | Votants           | 72 586       | 89,16        | 73 133      | 89,63       |  |
| Blancs et nuls | Blancs et nuls                | Blancs et nuls    | 1 629        | 2,24         | 1 609       | 2,2         |  |
| Exprimés       | Exprimés                      | Exprimés          | 70 957       | 97,76        | 71 524      | 97,8        |  |

Le suppléant d'André Delehedde était Bernard Quandalle, professeur à Arras, maire de Dainville.

### Élections de 1981
| Candidat       | Candidat                      | Parti                | Premier tour | Premier tour | Second tour | Second tour |  |
| Candidat       | Candidat                      | Parti                | Voix         | %            | Voix        | %           |  |
| -------------- | ----------------------------- | -------------------- | ------------ | ------------ | ----------- | ----------- |  |
|                | André Delehedde sortant réélu | PS                   | 27 275       | 42,17        | 42 274      | 64,46       |  |
|                | Jean-Marie Truffier           | UDF (CDS)            | 14 360       | 22,20        | 23 307      | 35,54       |  |
|                | Marcel Roger                  | PCF                  | 13 723       | 21,22        | Retrait     | Retrait     |  |
|                | Henri Ledieu                  | RPR (UNM)            | 7 858        | 12,15        |             |             |  |
|                | Bernadette Durand             | PSU                  | 824          | 1,27         |             |             |  |
|                | Jean Pasqualini               | Extrême gauche (OCT) | 627          | 0,97         |             |             |  |
|                |                               |                      |              |              |             |             |  |
| Inscrits       | Inscrits                      | Inscrits             | 85 522       | 100,00       | 85 524      | 100,00      |  |
| Abstentions    | Abstentions                   | Abstentions          | 19 680       | 23,01        | 18 403      | 21,52       |  |
| Votants        | Votants                       | Votants              | 65 842       | 76,99        | 67 121      | 78,48       |  |
| Blancs et nuls | Blancs et nuls                | Blancs et nuls       | 1 175        | 1,78         | 1 540       | 2,29        |  |
| Exprimés       | Exprimés                      | Exprimés             | 64 667       | 98,22        | 65 581      | 97,71       |  |

Le suppléant d'André Delehedde était Bernard Quandalle.

### Élections de 1988
| Candidat       | Candidat                   | Parti          | Premier tour | Premier tour | Second tour | Second tour |  |
| Candidat       | Candidat                   | Parti          | Voix         | %            | Voix        | %           |  |
| -------------- | -------------------------- | -------------- | ------------ | ------------ | ----------- | ----------- |  |
|                | Jean-Pierre Defontaine élu | MRG (PS)       | 25 054       | 46,08        | 30 991      | 53,34       |  |
|                | Jean-Paul Delevoye sortant | RPR (URC)      | 22 118       | 40,68        | 27 105      | 46,66       |  |
|                | Pierre Level               | FN             | 3 734        | 6,87         |             |             |  |
|                | Jean Baland                | PCF            | 3 460        | 6,36         |             |             |  |
|                |                            |                |              |              |             |             |  |
| Inscrits       | Inscrits                   | Inscrits       | 73 997       | 100,00       | 73 986      | 100,00      |  |
| Abstentions    | Abstentions                | Abstentions    | 18 394       | 24,86        | 14 443      | 19,52       |  |
| Votants        | Votants                    | Votants        | 55 603       | 75,14        | 59 543      | 80,48       |  |
| Blancs et nuls | Blancs et nuls             | Blancs et nuls | 1 237        | 2,22         | 1 447       | 2,43        |  |
| Exprimés       | Exprimés                   | Exprimés       | 54 366       | 97,78        | 58 096      | 97,57       |  |

Le suppléant de Jean-Pierre Defontaine était Alain Fauquet, PS, conseiller régional, maire adjoint d'Arras.

### Élections de 1993
| Candidat       | Candidat                             | Parti          | Premier tour | Premier tour | Second tour | Second tour |  |
| Candidat       | Candidat                             | Parti          | Voix         | %            | Voix        | %           |  |
| -------------- | ------------------------------------ | -------------- | ------------ | ------------ | ----------- | ----------- |  |
|                | Jean-Pierre Defontaine sortant réélu | MRG (ADFP)     | 16 194       | 29,94        | 28 448      | 52,69       |  |
|                | Jean Weppe                           | RPR (UPF)      | 15 156       | 28,02        | 25 544      | 47,31       |  |
|                | Gérard Pavy                          | Divers droite  | 7 877        | 14,56        |             |             |  |
|                | Michel Lanoy                         | FN             | 5 736        | 10,61        |             |             |  |
|                | Lucien Capron                        | PCF            | 3 720        | 6,88         |             |             |  |
|                | Luc Blanckaert                       | Les Verts (EÉ) | 2 910        | 5,38         |             |             |  |
|                | Patricia Roches                      | LT-LNÉ         | 2 492        | 4,61         |             |             |  |
|                |                                      |                |              |              |             |             |  |
| Inscrits       | Inscrits                             | Inscrits       | 75 124       | 100,00       | 75 128      | 100,00      |  |
| Abstentions    | Abstentions                          | Abstentions    | 17 421       | 23,19        | 16 548      | 22,03       |  |
| Votants        | Votants                              | Votants        | 57 703       | 76,81        | 58 580      | 77,97       |  |
| Blancs et nuls | Blancs et nuls                       | Blancs et nuls | 3 618        | 6,27         | 4 588       | 7,83        |  |
| Exprimés       | Exprimés                             | Exprimés       | 54 085       | 93,73        | 53 992      | 92,17       |  |

Le suppléant de Jean-Pierre Defontaine était Alain Fauquet.

### Élections de 1997
| Candidat       | Candidat                             | Parti          | Premier tour | Premier tour | Second tour | Second tour |  |
| Candidat       | Candidat                             | Parti          | Voix         | %            | Voix        | %           |  |
| -------------- | ------------------------------------ | -------------- | ------------ | ------------ | ----------- | ----------- |  |
|                | Jean-Pierre Defontaine sortant réélu | PRS (PS)       | 21 438       | 39,53        | 33 134      | 60,22       |  |
|                | Jean-Marie Prestaux                  | RPR            | 11 566       | 21,33        | 21 888      | 39,78       |  |
|                | Patrick Heaulme                      | FN             | 7 061        | 13,02        |             |             |  |
|                | Lucien Capron                        | PCF            | 3 952        | 7,29         |             |             |  |
|                | Gérard Pavy                          | Divers droite  | 3 282        | 6,05         |             |             |  |
|                | Hervé Lamoril                        | MPF (LDI)      | 2 382        | 4,39         |             |             |  |
|                | Hélène Flautre                       | Les Verts      | 2 322        | 4,28         |             |             |  |
|                | Claudine Lescouf                     | LT-LNÉ         | 1 213        | 2,24         |             |             |  |
|                | Didier Péro                          | US4J           | 898          | 1,66         |             |             |  |
|                | Alain Hanot                          | PLN            | 115          | 0,21         |             |             |  |
|                |                                      |                |              |              |             |             |  |
| Inscrits       | Inscrits                             | Inscrits       | 75 430       | 100,00       | 75 428      | 100,00      |  |
| Abstentions    | Abstentions                          | Abstentions    | 17 913       | 23,75        | 16 396      | 21,74       |  |
| Votants        | Votants                              | Votants        | 57 517       | 76,25        | 59 032      | 78,26       |  |
| Blancs et nuls | Blancs et nuls                       | Blancs et nuls | 3 288        | 5,72         | 4 010       | 6,79        |  |
| Exprimés       | Exprimés                             | Exprimés       | 54 229       | 94,28        | 55 022      | 93,21       |  |

Le suppléant de Jean-Pierre Defontaine était Jean-Louis Cottigny, PS, député européen (1997-1999), conseiller général du canton d'Arras-Sud, maire de Beaurains.

### Élections de 2002
- Député sortant : Jean-Pierre Defontaine (PRG)
- Député élu : Jean-Pierre Defontaine (PRG)

| Candidat       | Candidat                             | Parti             | Premier tour | Premier tour | Second tour | Second tour |  |
| Candidat       | Candidat                             | Parti             | Voix         | %            | Voix        | %           |  |
| -------------- | ------------------------------------ | ----------------- | ------------ | ------------ | ----------- | ----------- |  |
|                | Jean-Pierre Defontaine sortant réélu | PRG (PS)          | 16 071       | 31,39        | 24 501      | 50,54       |  |
|                | Philippe Rapeneau                    | UMP               | 11 861       | 23,17        | 23 974      | 49,46       |  |
|                | Denise Bocquillet                    | UDF               | 6 146        | 12,01        |             |             |  |
|                | Jean-Marc Maurice                    | FN                | 6 064        | 11,85        |             |             |  |
|                | Isabelle Carré                       | CPNT              | 2 495        | 4,87         |             |             |  |
|                | Gérard Pavy                          | Divers droite     | 1 895        | 3,70         |             |             |  |
|                | Christiane Ducamp                    | Les Verts         | 1 388        | 2,71         |             |             |  |
|                | Michella Jaffré                      | PCF               | 1 123        | 2,19         |             |             |  |
|                | Isabelle Brunet                      | LO                | 908          | 1,77         |             |             |  |
|                | Fabien Besson                        | LCR               | 859          | 1,68         |             |             |  |
|                | Bertrand Alexandre                   | Pôle républicain  | 736          | 1,44         |             |             |  |
|                | Philippe Fourmaux                    | MPF               | 431          | 0,84         |             |             |  |
|                | Danielle d'Hollander                 | MNR               | 423          | 0,83         |             |             |  |
|                | Arnold Massart                       | Sans étiquette    | 306          | 0,60         |             |             |  |
|                | Fatima Blaha                         | GÉ                | 167          | 0,33         |             |             |  |
|                | Jean-Jacques Dambreville             | Divers écologiste | 164          | 0,32         |             |             |  |
|                | Danielle Briche                      | Sans étiquette    | 154          | 0,30         |             |             |  |
|                | Bertrand Poullain                    | Divers droite     | 0            | 0,00         |             |             |  |
|                |                                      |                   |              |              |             |             |  |
| Inscrits       | Inscrits                             | Inscrits          | 77 802       | 100,00       | 77 798      | 100,00      |  |
| Abstentions    | Abstentions                          | Abstentions       | 25 022       | 32,16        | 26 421      | 33,96       |  |
| Votants        | Votants                              | Votants           | 52 780       | 67,84        | 51 377      | 66,04       |  |
| Blancs et nuls | Blancs et nuls                       | Blancs et nuls    | 1 589        | 3,01         | 2 902       | 5,65        |  |
| Exprimés       | Exprimés                             | Exprimés          | 51 191       | 96,99        | 48 475      | 94,35       |  |

Le suppléant de Jean-Pierre Defontaine était Jean-Louis Cottigny.

### Élections de 2007
| Candidat       | Candidat                | Parti                   | Premier tour | Premier tour | Second tour | Second tour |  |
| Candidat       | Candidat                | Parti                   | Voix         | %            | Voix        | %           |  |
| -------------- | ----------------------- | ----------------------- | ------------ | ------------ | ----------- | ----------- |  |
|                | Philippe Rapeneau       | UMP                     | 18 908       | 37,64        | 24 282      | 47,91       |  |
|                | Jacqueline Maquet élue  | PS                      | 16 257       | 32,36        | 26 398      | 52,09       |  |
|                | Gérard Pavy             | Divers droite           | 3 886        | 7,74         |             |             |  |
|                | Joseph Gabriele         | FN                      | 2 866        | 5,71         |             |             |  |
|                | Isabelle Carré          | CPNT                    | 1 631        | 3,25         |             |             |  |
|                | Sigrid Dumoncay         | Extrême gauche (LCR)    | 1 406        | 2,80         |             |             |  |
|                | Jean-Jacques Guillemant | PCF                     | 1 402        | 2,79         |             |             |  |
|                | Laura Sanchez           | Les Verts               | 1 369        | 2,73         |             |             |  |
|                | Isabelle Brunet         | Extrême gauche (LO)     | 768          | 1,53         |             |             |  |
|                | Éric Venel              | Divers écologiste (MÉI) | 557          | 1,11         |             |             |  |
|                | Étienne Parent          | Divers                  | 484          | 0,96         |             |             |  |
|                | Danièle Loriau          | Extrême droite (MNR)    | 416          | 0,83         |             |             |  |
|                | Mauricette Rainouard    | Divers (LFA)            | 283          | 0,56         |             |             |  |
|                |                         |                         |              |              |             |             |  |
| Inscrits       | Inscrits                | Inscrits                | 79 843       | 100,00       | 79 842      | 100,00      |  |
| Abstentions    | Abstentions             | Abstentions             | 28 186       | 35,3         | 27 305      | 34,2        |  |
| Votants        | Votants                 | Votants                 | 51 657       | 64,7         | 52 537      | 65,8        |  |
| Blancs et nuls | Blancs et nuls          | Blancs et nuls          | 1 424        | 2,76         | 1 857       | 3,53        |  |
| Exprimés       | Exprimés                | Exprimés                | 50 233       | 97,24        | 50 680      | 96,47       |  |

### Élections de 2012
| Candidat       | Candidat                | Parti          | Premier tour | Premier tour | Second tour | Second tour |  |
| Candidat       | Candidat                | Parti          | Voix         | %            | Voix        | %           |  |
| -------------- | ----------------------- | -------------- | ------------ | ------------ | ----------- | ----------- |  |
|                | Jean-Jacques Cottel élu | PS             | 23 196       | 37,26        | 31 658      | 52,59       |  |
|                | Michel Petit            | UMP            | 18 403       | 29,56        | 28 537      | 47,41       |  |
|                | Jean-Pierre d'Hollander | FN (RBM)       | 12 081       | 19,40        |             |             |  |
|                | Xavier Schmidt          | PCF (FG) (PG)  | 3 420        | 5,49         |             |             |  |
|                | Bruno Duvergé           | MoDem (CpF)    | 2 680        | 4,30         |             |             |  |
|                | Serge Ravaux            | EÉLV (MÉI)     | 1 435        | 2,30         |             |             |  |
|                | Dominique Durant        | LO             | 534          | 0,86         |             |             |  |
|                | Jérémy Lautour          | NPA            | 502          | 0,81         |             |             |  |
|                | Michel Legrand          | MOC            | 7            | 0,01         |             |             |  |
|                |                         |                |              |              |             |             |  |
| Inscrits       | Inscrits                | Inscrits       | 103 104      | 100,00       | 103 081     | 100,00      |  |
| Abstentions    | Abstentions             | Abstentions    | 39 371       | 38,19        | 40 198      | 39          |  |
| Votants        | Votants                 | Votants        | 63 733       | 61,81        | 62 883      | 61          |  |
| Blancs et nuls | Blancs et nuls          | Blancs et nuls | 1 475        | 2,31         | 2 688       | 4,27        |  |
| Exprimés       | Exprimés                | Exprimés       | 62 258       | 97,69        | 60 195      | 95,73       |  |

### Élections de 2017
Les élections législatives de 2017 dans le Pas-de-Calais ont eu lieu les 11 et 18 juin 2017.
- Député sortant : Jean-Jacques Cottel (Parti socialiste)

|                                                                               |                                                                      |                           |                           |                          |                          |
|                                                                               |                                                                      | Premier tour 11 juin 2017 | Premier tour 11 juin 2017 | Second tour 18 juin 2017 | Second tour 18 juin 2017 |
|                                                                               |                                                                      |                           |                           |                          |                          |
|                                                                               |                                                                      | Nombre                    | % des inscrits            | Nombre                   | % des inscrits           |
| Inscrits                                                                      | Inscrits                                                             | 104 381                   | 100,00                    | 104 385                  | 100,00                   |
| Abstentions                                                                   | Abstentions                                                          | 48 533                    | 46,50                     | 53 721                   | 51,46                    |
| Votants                                                                       | Votants                                                              | 55 848                    | 53,50                     | 50 664                   | 48,54                    |
|                                                                               |                                                                      |                           | % des votants             |                          | % des votants            |
| Bulletins blancs                                                              | Bulletins blancs                                                     | 1 005                     | 1,80                      | 3 240                    | 6,40                     |
| Bulletins nuls                                                                | Bulletins nuls                                                       | 480                       | 0,86                      | 1 561                    | 3,08                     |
| Suffrages exprimés                                                            | Suffrages exprimés                                                   | 54 363                    | 97,34                     | 45 863                   | 90,52                    |
|                                                                               |                                                                      |                           |                           |                          |                          |
| Candidat Étiquette politique (partis et alliances)                            | Candidat Étiquette politique (partis et alliances)                   | Voix                      | % des exprimés            | Voix                     | % des exprimés           |
|                                                                               |                                                                      |                           |                           |                          |                          |
|                                                                               | Bruno Duvergé Mouvement démocrate (La République en marche)          | 15 037                    | 27,66                     | 24 770                   | 54,01                    |
|                                                                               | Agnès Caudron Front national                                         | 12 710                    | 23,38                     | 21 093                   | 45,99                    |
|                                                                               | Michel Petit Les Républicains (Union des démocrates et indépendants) | 8 676                     | 15,96                     |                          |                          |
|                                                                               | Jean-Jacques Cottel (député sortant) Parti socialiste                | 8 415                     | 15,48                     |                          |                          |
|                                                                               | Gabriel Bertein La France insoumise                                  | 5 415                     | 9,96                      |                          |                          |
|                                                                               | Sylvie Joniaux Europe Écologie Les Verts                             | 1 179                     | 2,17                      |                          |                          |
|                                                                               | Arnaud Cugier Debout la France                                       | 891                       | 1,64                      |                          |                          |
|                                                                               | Maryse Massart Parti communiste français                             | 429                       | 0,79                      |                          |                          |
|                                                                               | Jean-Paul Wallard Lutte ouvrière                                     | 358                       | 0,66                      |                          |                          |
|                                                                               | Jean-Marc Maurice Extrême droite (Union des patriotes)               | 313                       | 0,58                      |                          |                          |
|                                                                               | Carine Brabant Divers (Union populaire républicaine)                 | 313                       | 0,58                      |                          |                          |
|                                                                               | Mickaël Decottignies Divers droite (Parti chrétien-démocrate)        | 245                       | 0,45                      |                          |                          |
|                                                                               | Jérémy Lautour Extrême gauche (Nouveau Parti anticapitaliste)        | 193                       | 0,36                      |                          |                          |
|                                                                               | Jean-Marie Monka-Octave Divers gauche                                | 189                       | 0,35                      |                          |                          |
| Source : Ministère de l'Intérieur - Première circonscription du Pas-de-Calais |                                                                      |                           |                           |                          |                          |

### Élections de 2022
Les élections législatives françaises de 2022 ont eu lieu les dimanches 12 et 19 juin 2022.
| Résultats des élections législatives des 12 et 19 juin 2022 de la 1re circonscription du Pas-de-Calais |                          |                          |                          |              |              |             |             |
| Candidat                                                                                               | Candidat                 | Parti et coalition       | Nuance                   | Premier tour | Premier tour | Second tour | Second tour |
| Candidat                                                                                               | Candidat                 | Parti et coalition       | Nuance                   | Voix         | %            | Voix        | %           |
| | Emmanuel Blairy          | RN                       | RN                       | 18 153       | 35,61        | 27 380      | 55,77       |
| | Bruno Duvergé            | MoDem (ENS)              | ENS                      | 12 396       | 24,32        | 21 711      | 44,23       |
| | Eric Cagnache            | LFI (NUPES)              | NUP                      | 7 579        | 14,87        |             |             |
| | Marie Bernard            | LR (UDC)                 | LR                       | 6 446        | 12,65        |             |             |
| | Michel Flahaut           | PS diss.                 | DVG                      | 2 029        | 3,98         |             |             |
| | Geoffrey Fournier        | REC                      | REC                      | 1 888        | 3,70         |             |             |
| | Michel Wielgosz          | PA                       | ECO                      | 889          | 1,74         |             |             |
| | Marie Berthoud           | LO                       | DXG                      | 817          | 1,60         |             |             |
| | Liliane Itey             |                          | DVD                      | 778          | 1,53         |             |             |
| Votes valides                                                                                          | Votes valides            | Votes valides            | Votes valides            | 50 975       | 97,33        | 49 091      | 92,95       |
| Votes blancs                                                                                           | Votes blancs             | Votes blancs             | Votes blancs             | 914          | 1,75         | 2 545       | 4,82        |
| Votes nuls                                                                                             | Votes nuls               | Votes nuls               | Votes nuls               | 482          | 0,92         | 1 181       | 2,24        |
| Total                                                                                                  | Total                    | Total                    | Total                    | 52 371       | 100          | 52 817      | 100         |
| Abstention                                                                                             | Abstention               | Abstention               | Abstention               | 52 622       | 50,12        | 52 174      | 49,69       |
| Inscrits / participation                                                                               | Inscrits / participation | Inscrits / participation | Inscrits / participation | 104 993      | 49,88        | 104 991     | 50,31       |

### Élections de 2024
|                          | Emmanuel Blairy          | RN                       | RN                       | 38 755  | 54,08 |  |  |
|                          | Philippe Bolet           | RE (ENS)                 | ENS                      | 9 613   | 13,41 |  |  |
|                          | Marie Bernard            | LR (UDC)                 | LR                       | 9 026   | 12,59 |  |  |
|                          | Jean-Michel Sauvage      | LFI (NFP)                | UG                       | 6 957   | 9,71  |  |  |
|                          | Jean-Jacques Cottel      | PS diss.                 | DVG                      | 6 637   | 9,26  |  |  |
|                          | Marie Berthoud           | LO                       | EXG                      | 680     | 0,95  |  |  |
|                          |                          |                          |                          |         |       |  |  |
| Suffrages exprimés       | Suffrages exprimés       | Suffrages exprimés       | Suffrages exprimés       | 71 668  | 97,27 |  |  |
| Votes blancs             | Votes blancs             | Votes blancs             | Votes blancs             | 1 295   | 1,76  |  |  |
| Votes nuls               | Votes nuls               | Votes nuls               | Votes nuls               | 715     | 0,97  |  |  |
| Total                    | Total                    | Total                    | Total                    | 73 678  | 100   |  |  |
| Abstention               | Abstention               | Abstention               | Abstention               | 31 569  | 30,00 |  |  |
| Inscrits / participation | Inscrits / participation | Inscrits / participation | Inscrits / participation | 105 247 | 70,00 |  |  |

#### Département du Pas-de-Calais
- La fiche de l'INSEE de cette circonscription : « Tableaux et Analyses de la première circonscription du Pas-de-Calais », sur insee.fr, site de l'Institut national de la statistique et des études économiques (consulté le 10 juin 2007) [PDF]

- « Tous les députés du département du Pas-de-Calais depuis 1789 » [archive du 30 septembre 2007], sur assemblee-nationale.fr, site de l'Assemblée nationale française (consulté le 10 juin 2007)

- « Informations contentieuses sur le département du Pas-de-Calais (Élections législatives de 2002) »(Archive.org • Wikiwix • Archive.is • Google • Que faire ?), sur conseil-constitutionnel.fr, site du Conseil constitutionnel (consulté le 13 juin 2007)

#### Circonscriptions en France
- « Carte des circonscriptions législatives en France », sur assemblee-nationale.fr, site de l'Assemblée nationale française (consulté le 10 juin 2007)
- « Résultats électoraux officiels en France »(Archive.org • Wikiwix • Archive.is • Google • Que faire ?), sur interieur.gouv.fr, site du ministère de l'Intérieur (France) (consulté le 13 juin 2007)
- Description et Atlas des circonscriptions électorales de France sur http://www.atlaspol.com, Atlaspol, site de cartographie géopolitique, consulté le 13 juin 2007.